# Inquiétude (film, 1998)
Pour les articles homonymes, voir Inquiétude (homonymie).
Pour plus de détails, voir Fiche technique et Distribution.
Inquiétude (Inquietude) est un film portugais réalisé par Manoel de Oliveira, sorti en 1998. C'est l'adaptation du conte A Mãe de um Rio d'Agustina Bessa-Luís.

## Synopsis
Un fils vient rendre visite à son père, grand mathématicien reconnu, ce qui lui confère une certaine immortalité malgré le thème de la mort qui le hante. Mais être au mieux immortel, c'est aussi et surtout oublier qu'on a un fils, ce qui est porteur d'espoir jusqu'au moment où se lier en vrai ou en souvenir à sa moitié disparue incite à renoncer soi-même à la vie. C'est à ce spectacle qu'assistent un diplomate qui aime s'adonner à l'écriture et son ami, tous deux attirés par les prostituées des sociétés chics. Investissant leur philosophie qui les caractérise par le fait de se sentir seules, ils se raccordent à l'histoire fabuleuse de Fisalina qui fut triste tant qu'elle ne consulta pas la Mère de la Rivière qui lui fit réaliser que sortir de l'ombre et donc de ses tristesses, voire de son imaginaire, permettait enfin d'être libre et indépendant, de quoi s'éloigner de son amoureux et passer pour une sorcière auprès d'une communauté religieuse.

## Fiche technique
- Titre : Inquiétude
- Titre original : Inquietude
- Réalisation : Manoel de Oliveira
- Scénario : Manoel de Oliveira d'après Agustina Bessa-Luís
- Société de production : Gémini Films
- Pays de production :  Portugal,  France,  Espagne et  Suisse
- Format : couleurs - Stéréo - 35 mm
- Genre : drame
- Durée : 110 minutes
- Date de sortie : 1998

## Distribution
- Afonso Araújo : garçon
- Leonor Araújo : fille
- Leonor Baldaque : Fisalina
- Fernando Bento : père de Fisalina
- Rita Blanco : Gabi
- David Cardoso : ami
- Luís Miguel Cintra : fils
- Diogo Dória : lui
- Alexandre Melo : ami
- João Costa Menezes : invité
- Clara Nogueira : femme de ménage
- André Pacheco : frère 2
- Irène Papas : mère
- Marco Pereira : frère 1
- José Pinto : père
- António Reis : comte
- Isabel Ruth : Marta
- Leonor Silveira : Suzy
- Adelaide Teixeira : belle-mère
- Ricardo Trêpa : petit ami